# サバウディア
サバウディア（伊: Sabaudia）は、イタリア共和国ラツィオ州ラティーナ県にある、人口約19,000人の基礎自治体（コムーネ）。

## 地理

### 位置・広がり

#### 隣接コムーネ
隣接するコムーネは以下の通り。
- ラティーナ
- ポンティーニア
- サン・フェリーチェ・チルチェーオ
- テッラチーナ

### 気候分類・地震分類
サバウディアにおけるイタリアの気候分類 (it) および度日は、zona C, 1171 GGである。
また、イタリアの地震リスク階級 (it) では、zona 3B (sismicità bassa) に分類される。

## 行政

### 分離集落
サバウディアには以下の分離集落（フラツィオーネ）がある。
- Baia d'Argento, Bella Farnia, Borgo San Donato, Borgo Vodice, Cerasella, Molella, Sacramento, Sant'Andrea, Sant'Isidoro

## 姉妹都市
- サン＝メダール＝アン＝ジャル、フランス - 1990年
- アル・バンドレイ、スペイン - 2002年

## 自然・環境
沿岸部に塩性湿地とヨシ原の発達している複数の潟湖が連なっており、ラムサール条約の定める「国際的に重要な湿地」に登録されている（イタリアのラムサール条約登録地一覧も参照）。北西側から、フォリャーノ湖、モナーチ湖、カプロラーチェ湖、パオラ湖（サバウディア湖）である。

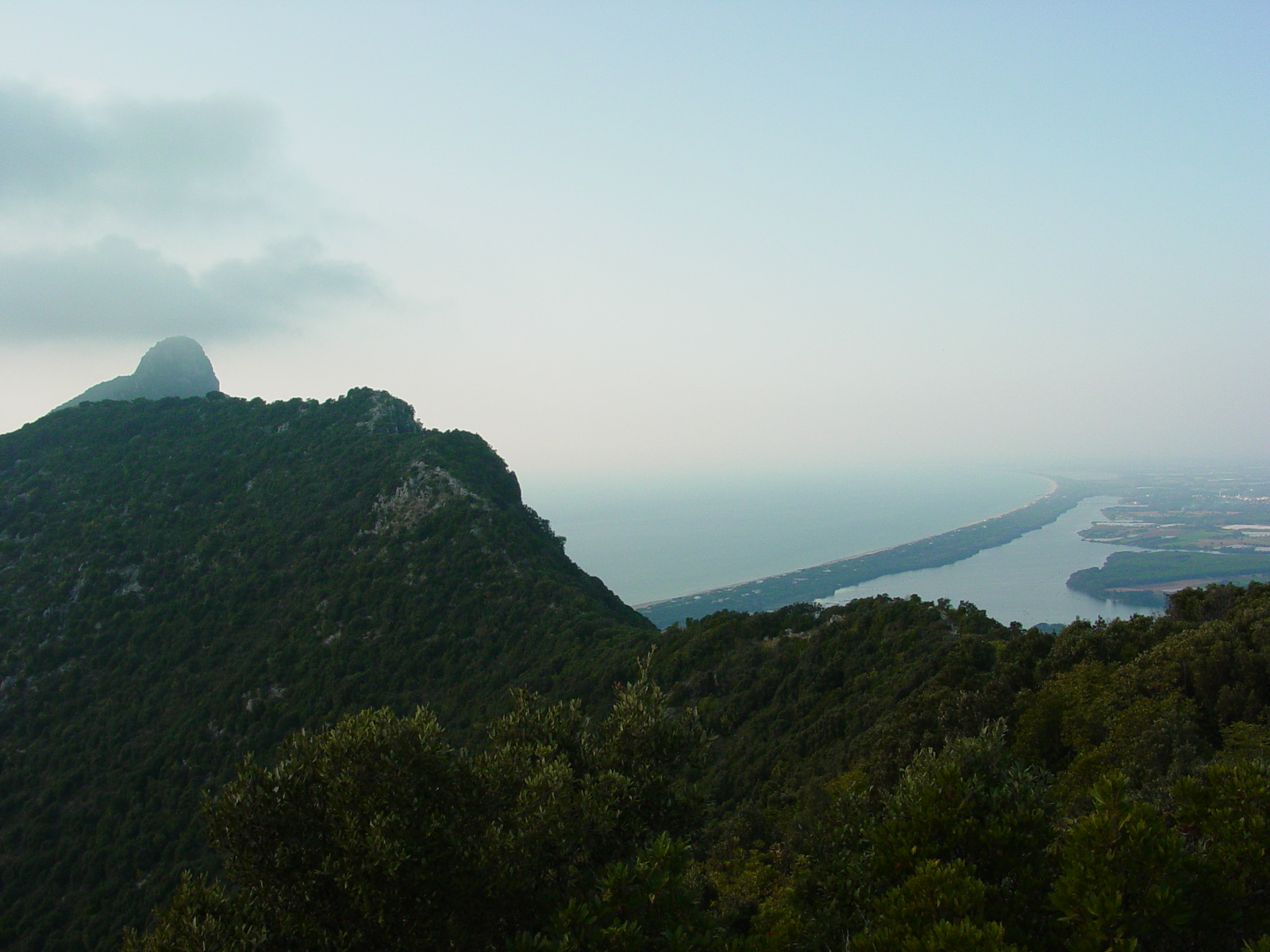
チルチェーオ山（イタリア語版）からサバウディア潟を眺める。